# Ulianovsk
Ulianovsk, cunoscut ca Simbirsk până în anul 1924 este un oraș din sud-vestul Rusiei, situat pe râul Volga. Orașul este centrul administrativ al regiunii Ulianovsk, 705 kilometri distanță de Moscova. Este singurul oraș rusesc pe lista patrimoniului mondial UNESCO de literatură din 2015.
Orașul a fost locul de naștere al lui Vladimir Lenin(născut Ulianov), după care a fost renumit orașul după moartea sa în 1924.
Orașul este și faimos pentru scriitori și pictori, născuți aici.

## Climă
Ulianovsk are o climă umedă continentală, temperatura medie în Februarie  este de −10,2 °C (13,6 °F) și 20,6 °C (69,1 °F) în Iunie. Toamnele sunt calde, cu zăpadă acumulându-se prin mijlocul Noiembriei, iernile sunt tipic reci cu precipitații moderate. În timpul nopții al ierni, temperatura scade sub 25 °C (77 °F). Vremea de vară vine în mijlocul luni mai, atunci precipitațiile medii sunt de 480 de milimetri. 
Orașul este lovit de secete frecvente, dar moderate. Vara și primăvara este cald și plăcut iar toamna și iarna sunt înnorate, temperatura medie anuală este de 5,1 grade celsius
O temperatură maximă de +39,3 °C (102,7 °F) a fost înregistrată pe data de 2 August, 2010. În durata unui val de căldură record.

## Istorie
Simbirsk a fost atestat în 1648 de către boierul Bogdan Khitrovo, cetatea a fost plasată strategic pe un deal pe malul vestic al râului Volga. Cetatea a fost construită pentru a apăra frontiera estică al țării Țaratul Rusiei de la triburile nomade și de a stabili o prezență roială permanentă în zonă. În 1668, Simbirsk a rezistat un asediu lung de o lună, de la o armată de 20.000 de soldați conduși de comandanți rebeli. Tot în Simbirsk, alt rebel numit Yemelyan Pugachev a fost închis înainte de execuția sa.
Când granițele țării sau expandat în Siberia, orașul și-a pierdut importanța sa strategică, dar a început să se dezvolte într-un oraș  regional important. El a primit statut de oraș în 1796.

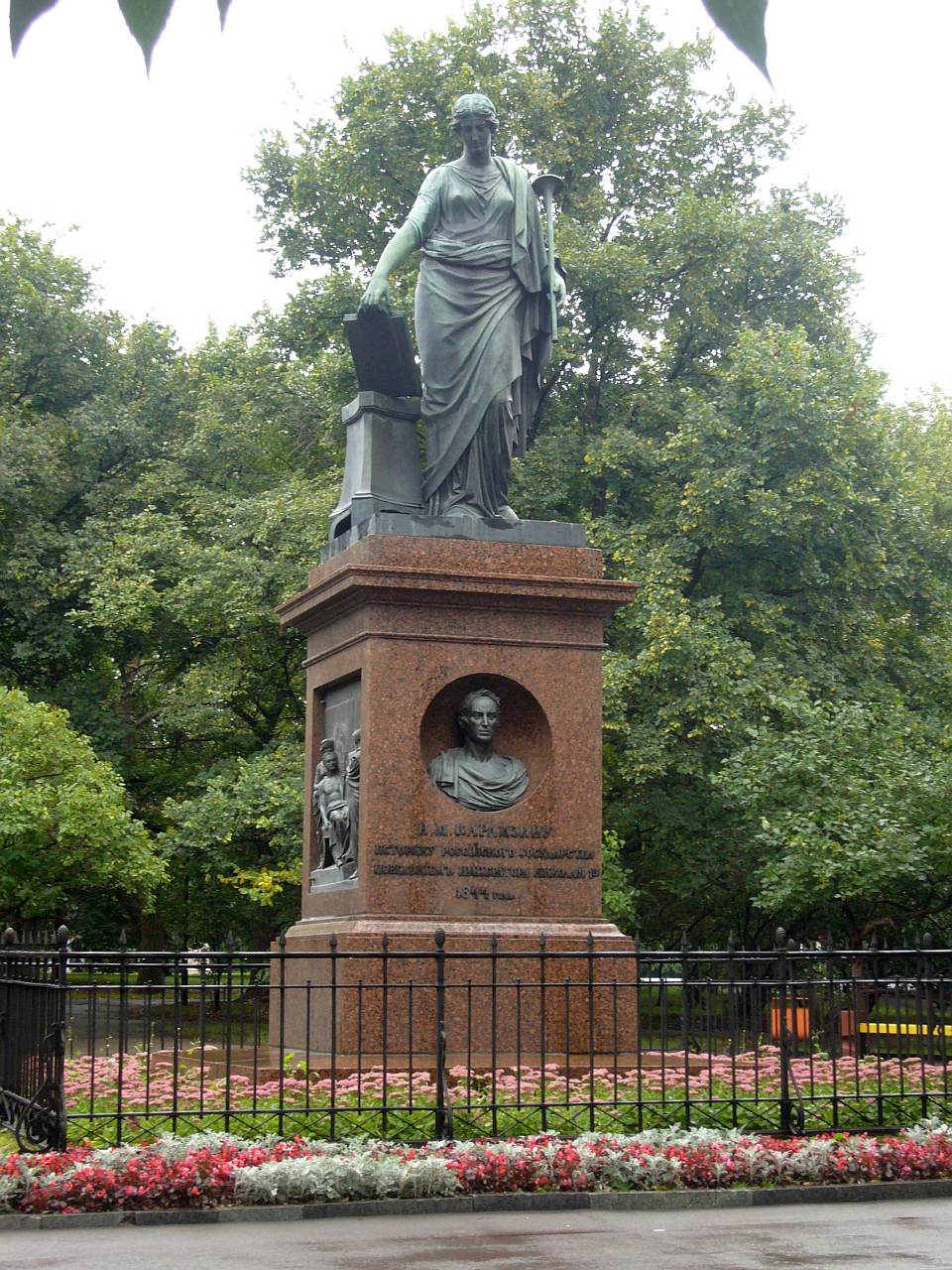
Monument al lui Nicolay Karamzin

După, Simbirsk a fost considerat un oraș favorizat de aristocrația rusă și pe lângă bisericile și o clădire guvernară, era un ansamblu al nobililor, cu o bibliotecă mare. Catedrala „Trinitatea Sfântă” a fost construită într-un stil neoclasic între ani 1827 și 1841.
În vara din 1864, Simbirsk, a fost în majoritate distrus de un foc, dar orașul a fost reconstruit rapid și a continuat să crească. Populația sa care a atins 26.000 în 1856, a crescut la 43.000 în 1897.
Vladimir Lenin, născut în Simbirsk în 1870, a decedat în 1924, după care orașul a fost renumit după el. 2 lideri politicieni ruși (Alexandru Kerensky și Alexandru Protropopov) de asemenea, sau născut în Simbirsk.
Construcția hidrocentralei Kuybyshev (completată în 1957), 200 de km sub oraș, a rezultat în inundații a terenurilor nord și sud al orașului și a crescut lățimea râului Volga cu până la 35 de km în unele locuri. În prezent, unele cartiere populate al lui Ulianovsk rămân sub nivelul rezervorului și sunt protejate de un baraj.
Este estimat că dacă barajul ar ceda, apa ar scufunda părți ale orașului rezultând în 5% din populație scufundată sub apă până la 10m.
Ulianovsk a fost un centru al turismului din Uniunea Sovietică aducând turiști din întreaga lume.
După disoluția uniunii sovietice, importanța turistică a orașului a scăzut cu mult. În ani 1990, orașul sa confruntat cu probleme economice-o prăbușire în producția ramurilor industriale, șomaj în masă și sărăcirea populației. În anii 2000, economia a crescut iarăși
Dar, această creștere a fost una înceată, peste mai multe domenii: manufactură regională, transport și concentrații de transport rutier, feroviar, aerian.

## Economie

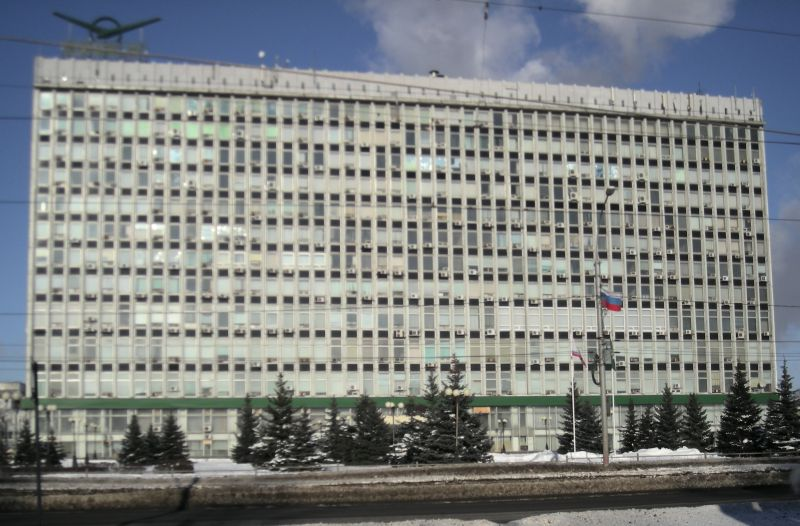
Sediul corporației Sollers JSC

Ulianovsk este un hub industrial major și diversificat pentru industria auto și al aeronavelor.
Diverse fabrici sau stabilit în oraș, acestea includ fabricile de fabricare a automobilelor și a aeronavelor. 
Pe lângă manufactură grea, există și industrii ușoare și industria alimentară.
Ulianovsk are mai multe destinații turistice pe lângă faimosul râu Volga și muzeul din centrul istoric care oferă tururi.

### Învățământ

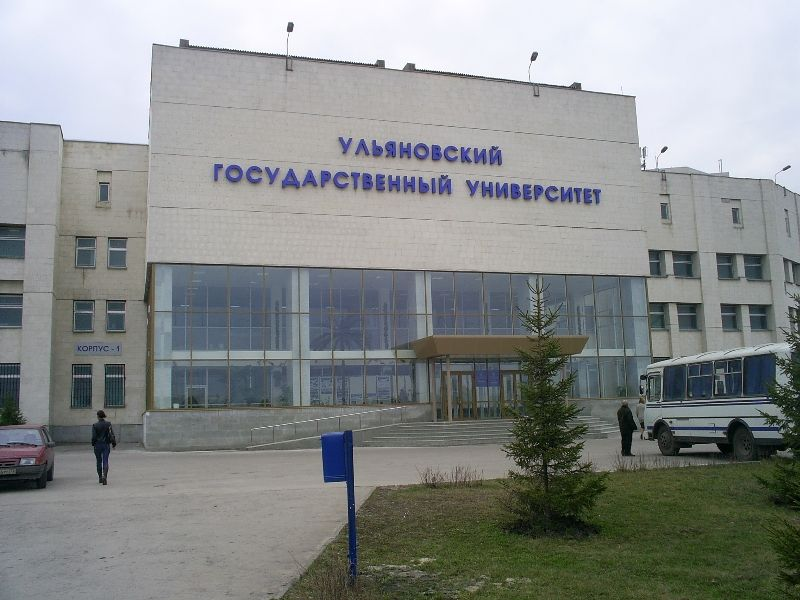
Universitatea de stat din Ulianovsk

•Universitatea de Stat din Ulianovsk, construită în 1998 ca o ramură al universității de stat din Moscova. În prezent, este cea mai mare instituție educațională din regiunea Volga, cu 6 instituții, 6 facultăți independente, 5 universități junior și 6 centre de învățare. U1SU înscrie circa 15.000 de elevi, anual.
•Universitatea technică de stat din Ulianovsk, stabilită în 1957. În prezent, universitatea are peste 14.000 de elevi, peste diferite programe școlare, 10 facultăți și 48 de departamente sunt deținute de universitate.
•Școala de aviație al civililor din Ulianovsk, stabilit în 1935, ca un centru de antrenare, pentru aeronave civile. Își reține ramuri în 4 regiuni(oblasturi).După sa fondat muzeul de aeronave civile din Ulianovsk, stabilit în 1983.
•Academia agricolă de stat din Ulianovsk, stabilită în 1943.
•Universitatea pedagogică de stat din Ulianovsk, stabilită în 1932.

## Arhitectură
În perioada sovietică, Ulianovsk a pierdut o mare parte din clădirile sale istorice din cauza neglijenței și al distrugeri intențională.
Toate urmele ale Cetăți de lemn și ale bisericilor vechi. Totuși, majoritatea clădirilor din secolul 19, încă rămân în oraș, la fel cu casa în care Vladimir Lenin a copilărit (1870-1887). Restaurare catedralei Trinitatea Sfântă a fost considerată, dar nu sa realizat. Dar, multe construcții istorice încă rămân, ca casa în care sa născut scriitorul Ivan Goncharov, biserica protestantă și altele.

## Politică

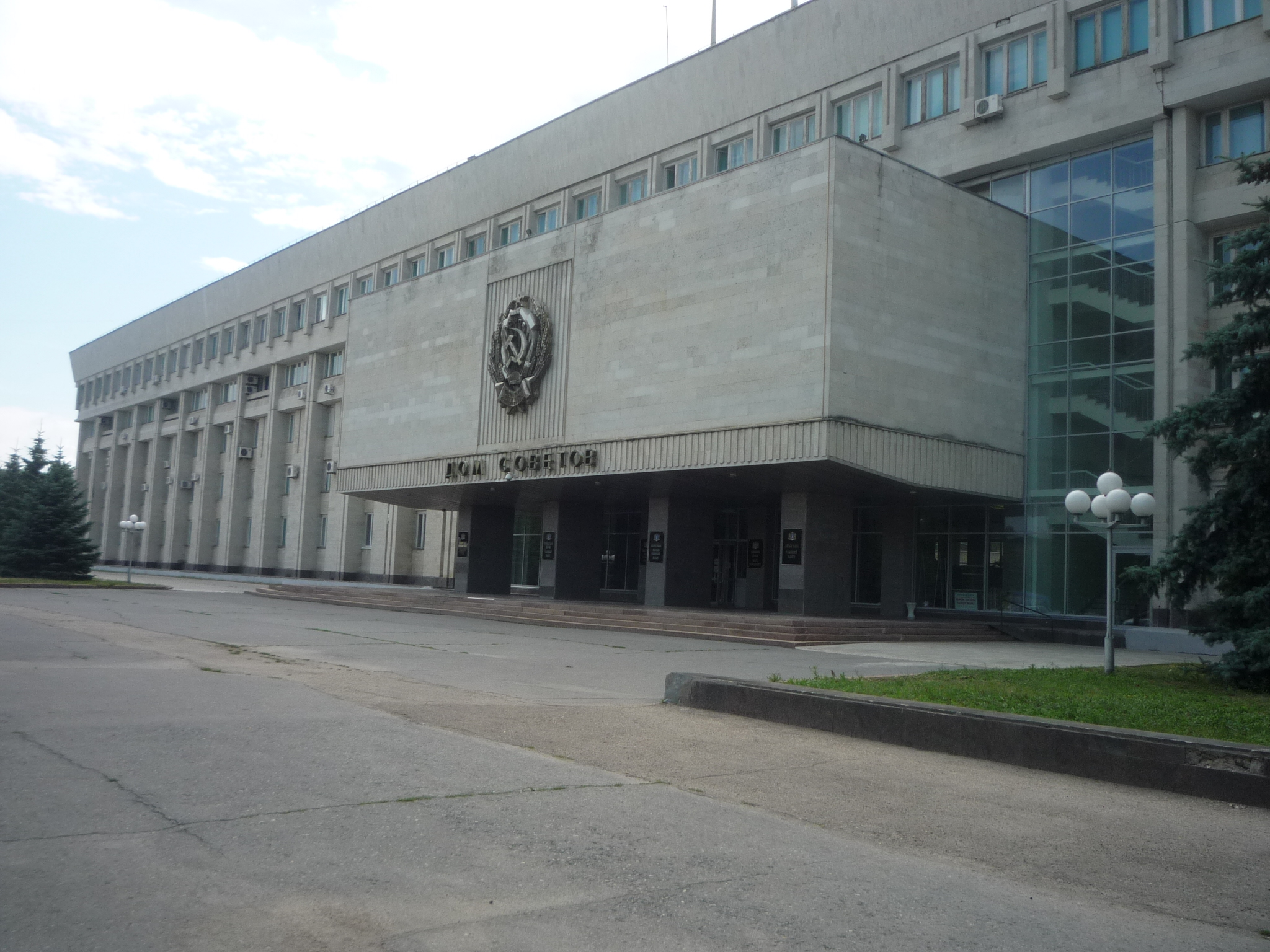
Administrația regiuni Ulianovsk

Orașul este condus de un primar numit Dmitri Zverev care este ramura executivă și un consiliu orășean, care este ramura legislativă. Termenul de primar este de cinci ani, în 2010 consiliul orășean a desființat alegerea directă a primarului. În aprilie 2013, sa reintrodus alegerea directă a primarului.

### Statutul orașului
Ulianovsk este centrul administrativ al regiunii (oblast) cu același nume. Printre diviziunile administrative este la fel cu cele 30 de localități rulare este incorporat ca un oraș cu importanță regională al Regiuni Ulianovsk-o unitate administrativă cu un statut egal al unui district. Ca o diviziune municipală, orașul de importanță regională Ulianovsk este incorporat ca Ulianovsk Urban Okgur.

## Demografie

### Evoluția populației
Ulianovsk este un oraș mare când vine vorba despre populație (locul 24 din Rusia), având 611.683 de locuitori în 2023. În scădere față de recensăminte anterioare, de-a lungul la 80 de ani evoluția populației a fost așa:
- 1939: |||| 103.779 locuitori
- 1959: |||||||| 205.492 locuitori
- 1970: |||||||||||||| 351.085 locuitori
- 1979: |||||||||||||||||| 463.946 locuitori
- 1989: ||||||||||||||||||||||||| 625.155 locuitori
- 2002: ||||||||||||||||||||||||| 635.947 locuitori
- 2010: ||||||||||||||||||||||||| 637.564 locuitori
- 2021: |||||||||||||||||||||||| 617.352 locuitori

Conform recensămintelor al Uniunii Sovietice și ale Rusiei, în 1939, orașul avea o populație de 103.779 locuitori. Numărul a continuat să crească până când a ajuns la 625.155 de locuitori, stagnând în continuare până când a început să scadă din 2010.
În 2008, sau înregistrat 6.774 de nașteri și 8.054 de decedați în Ulianovsk.

### Compoziția etnică
Ulianovsk are următoarea structură etnică:
•Ruși- 78%
•Tătari- 10%
•Chuvași- 6%
•Mordvini- 4%
•Germani- 1%

## Galerie

Vedere nordică al orașului din hotelului „Venets”

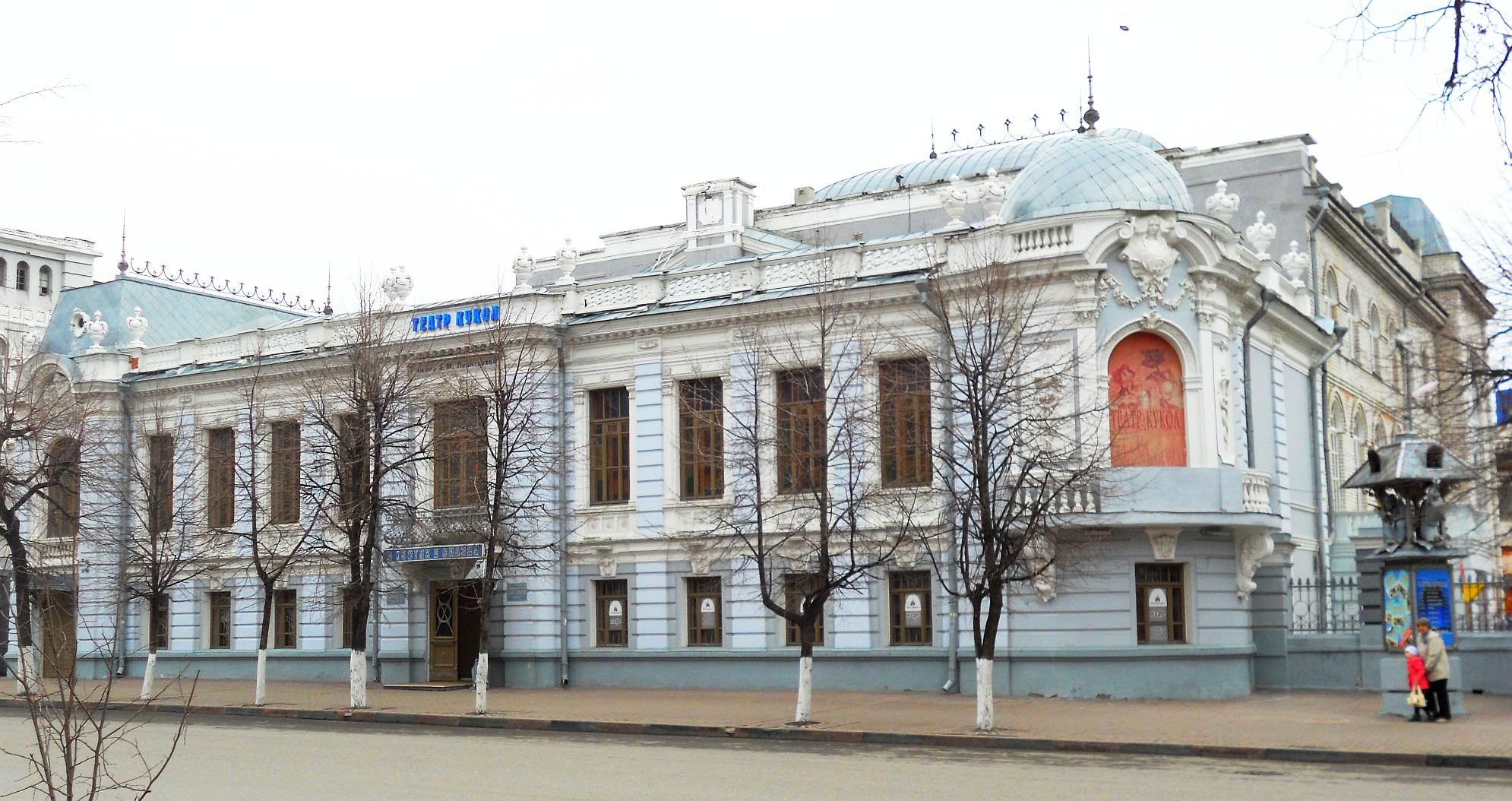
Teatrul de păpuși din Ulianovsk

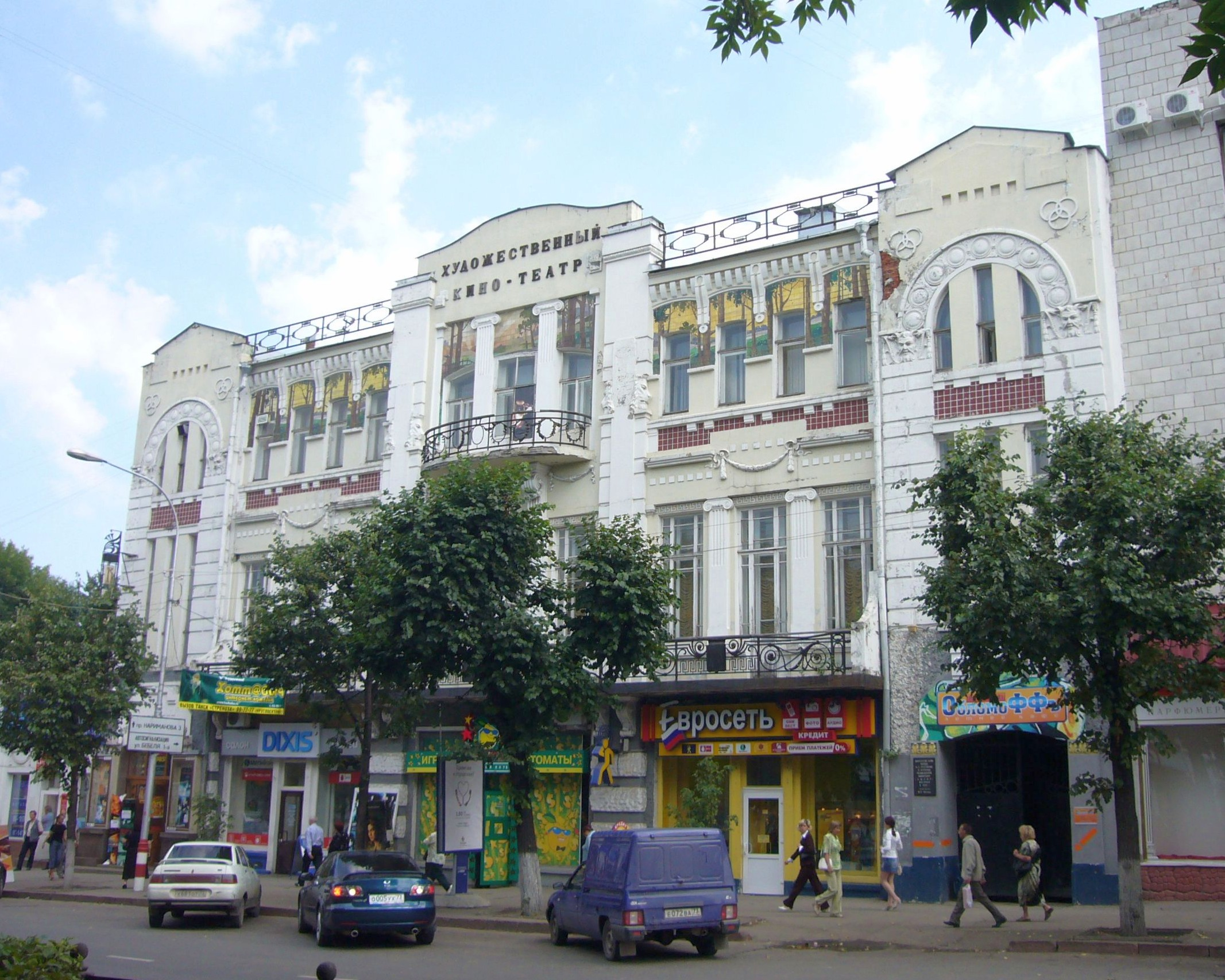
Teatrul de cinema din Ulianovsk

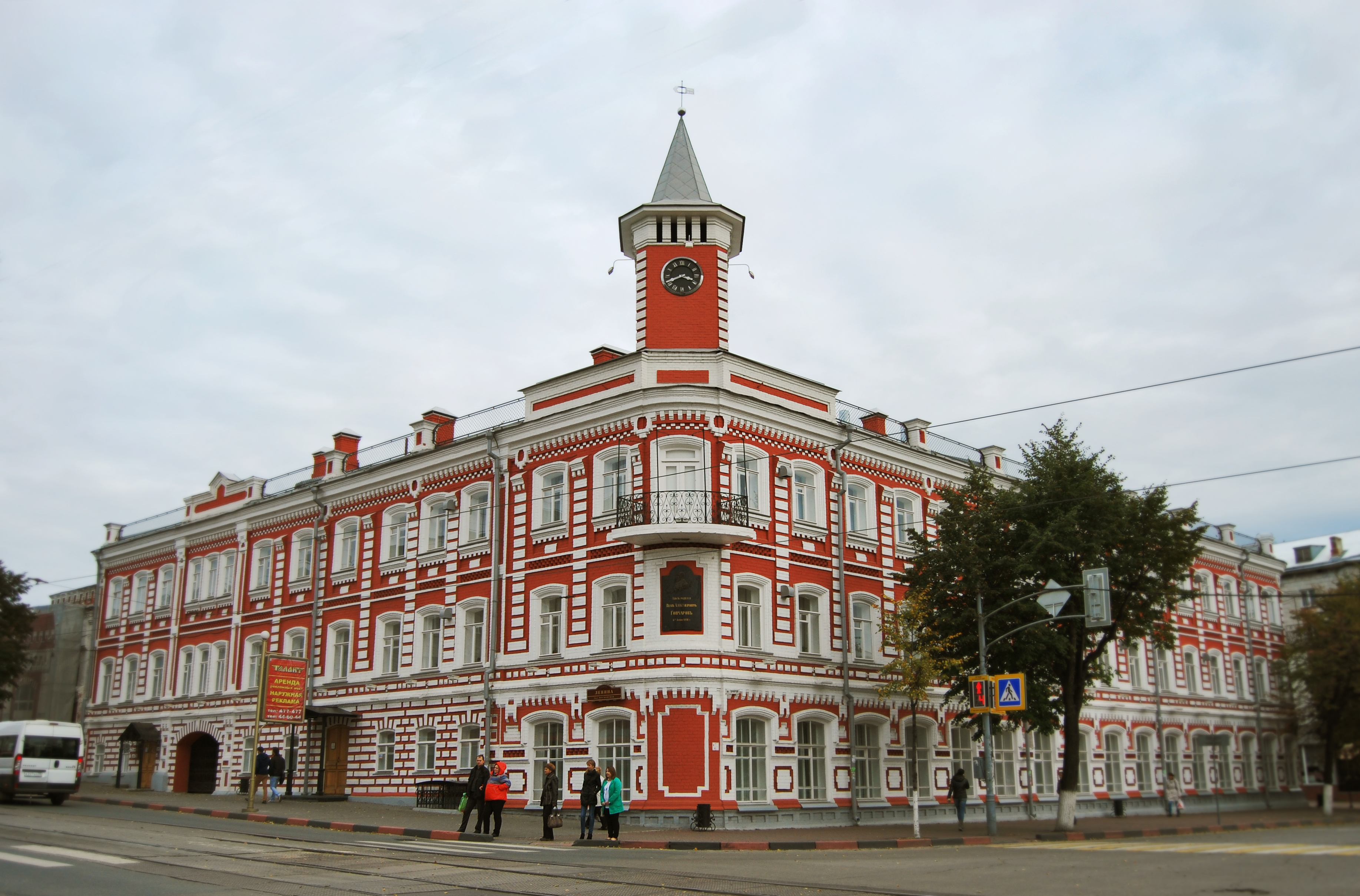
Muzeul Ivan Goncharov

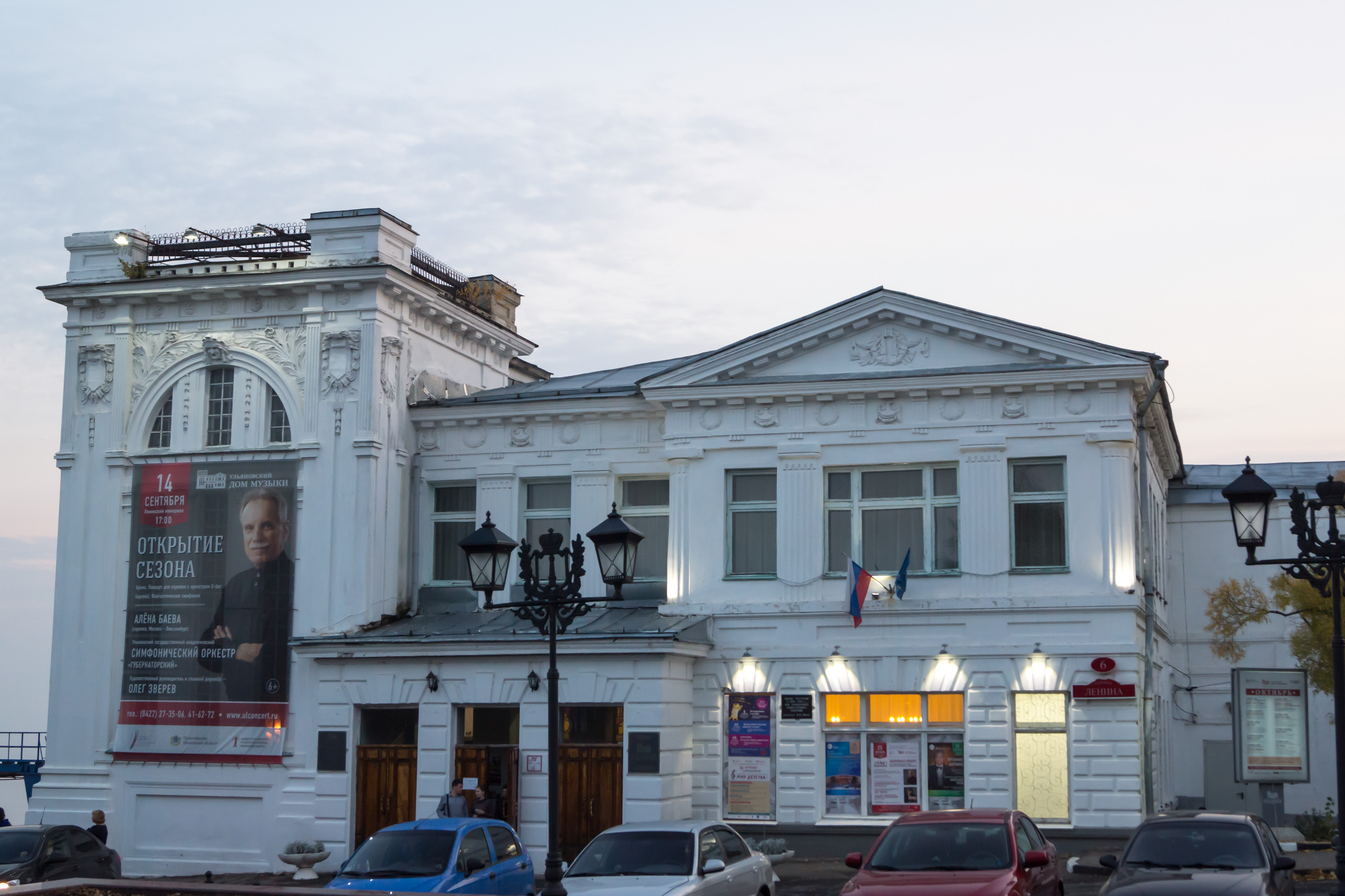
Orchestra simfonică din Ulianovsk

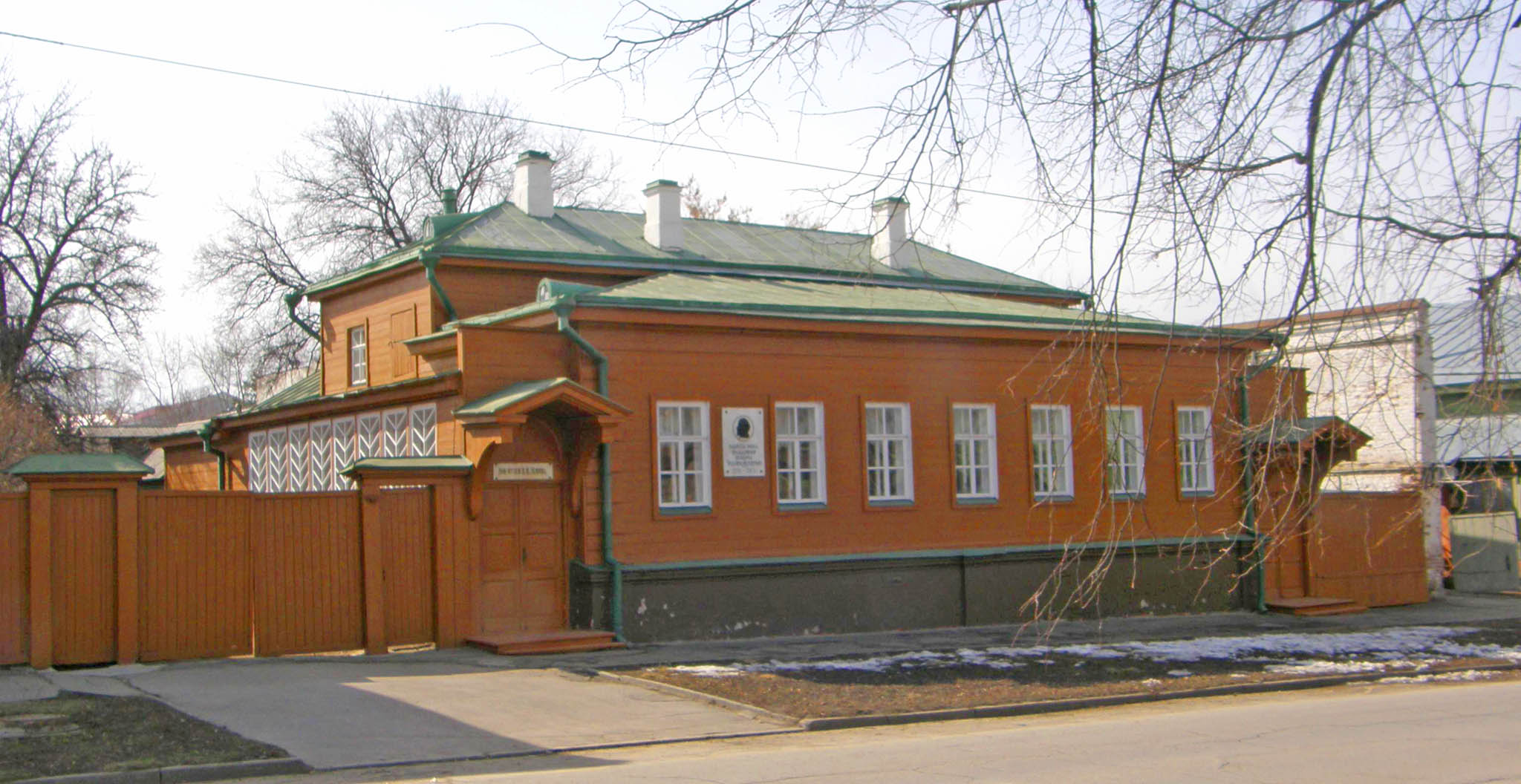
Casa lui Vladimir Lenin, unde el și familia sa a trăit, acum un muzeu istoric

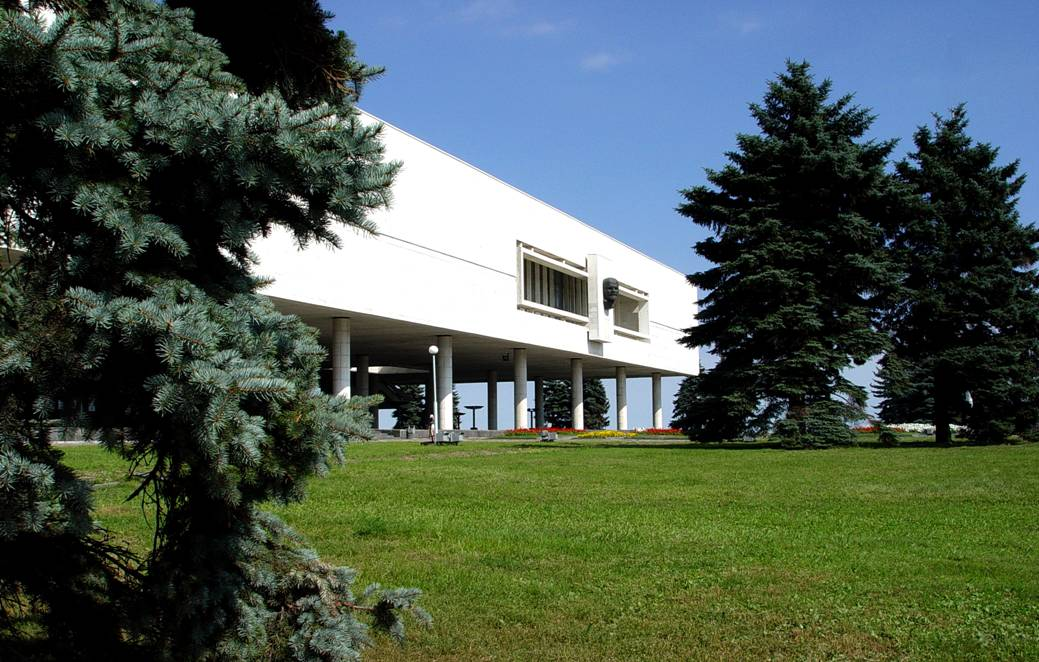
Muzeeul memorial al lui Vladimir Lenin

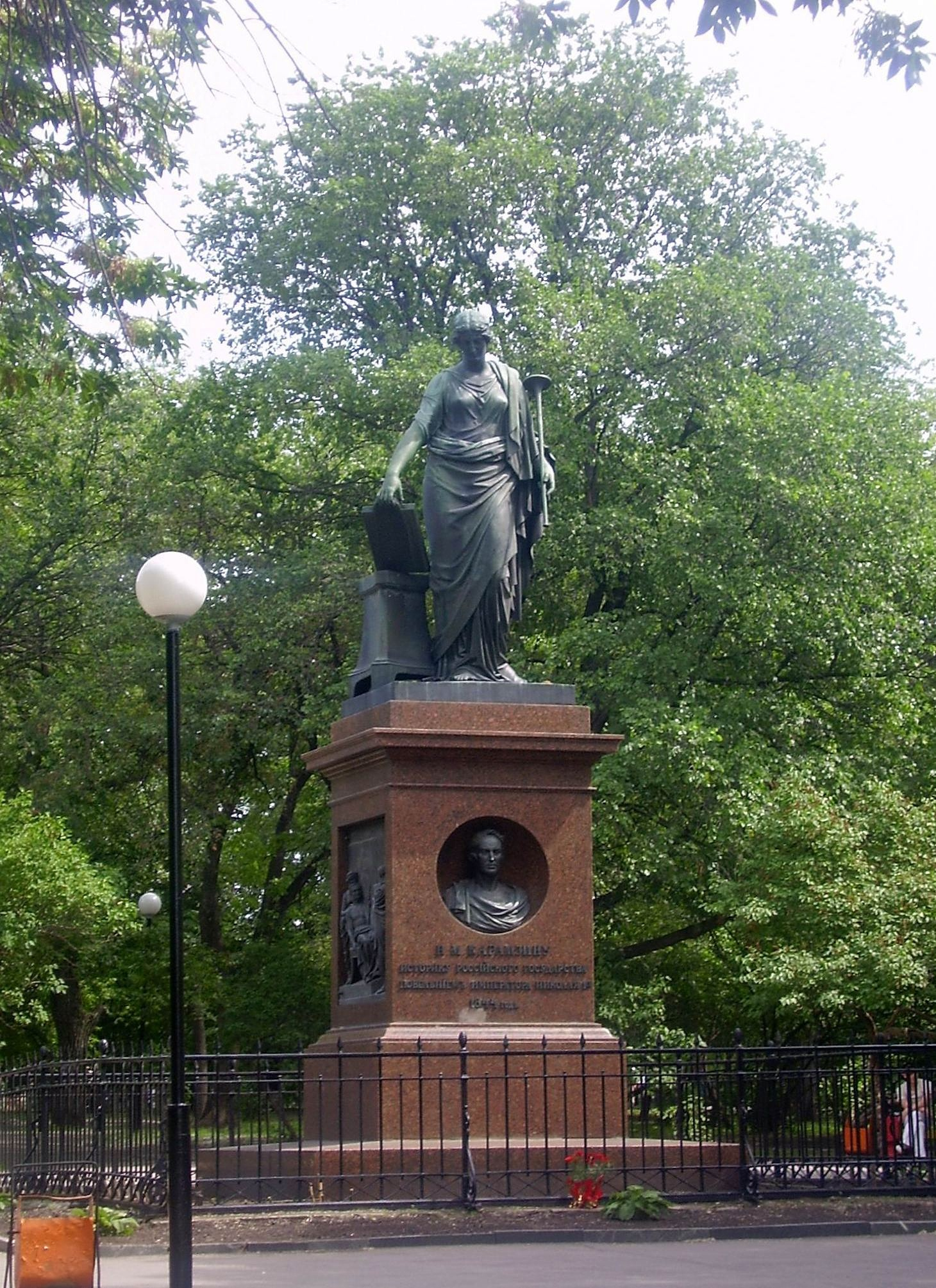
Monumentul lui Nikolai Karamzin. Creat de Samuil Halberg (Самуил Гальберг). Inaugurat la 22 august 1845

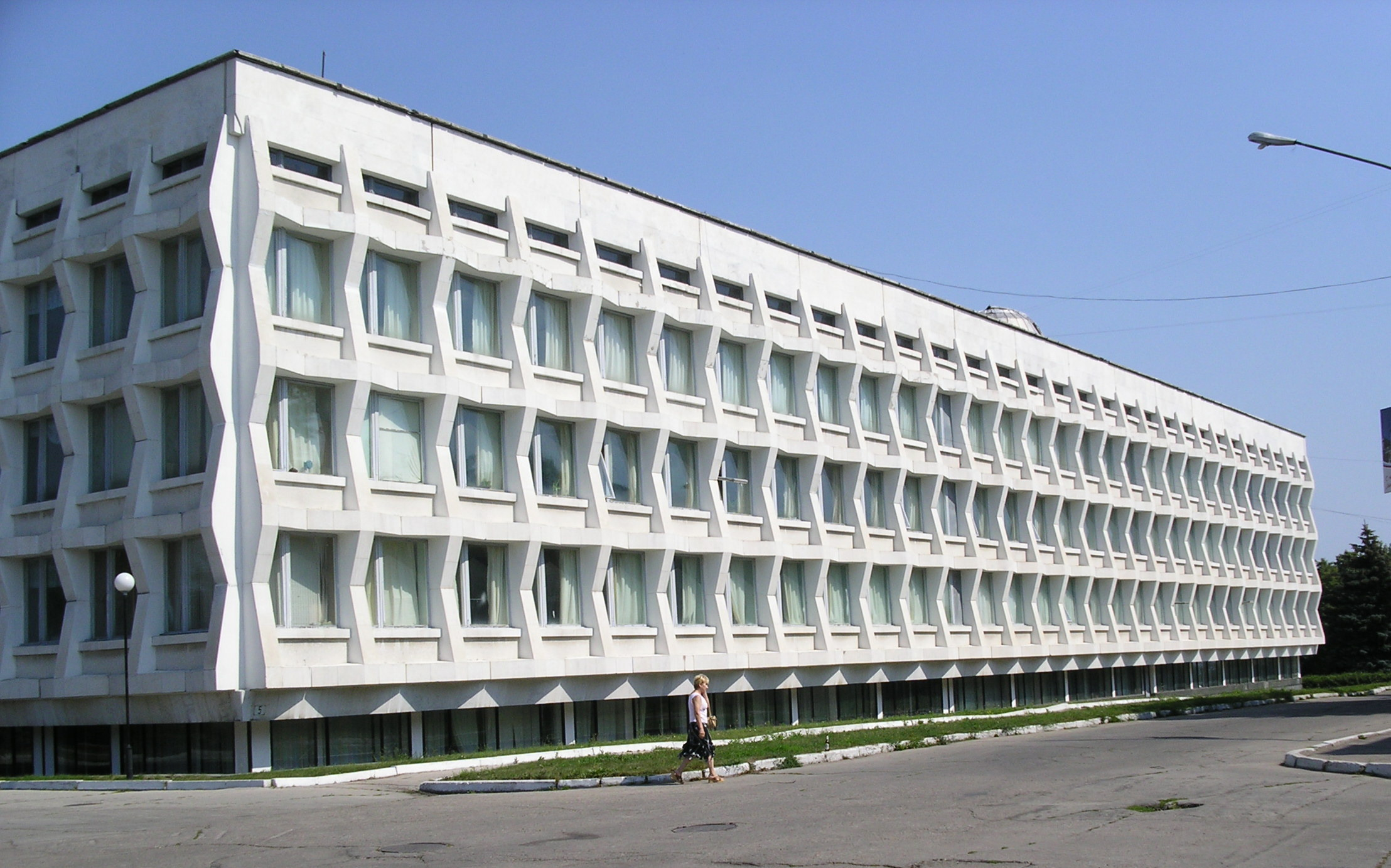
Universitatea pedagogică de stat din Ulianovsk

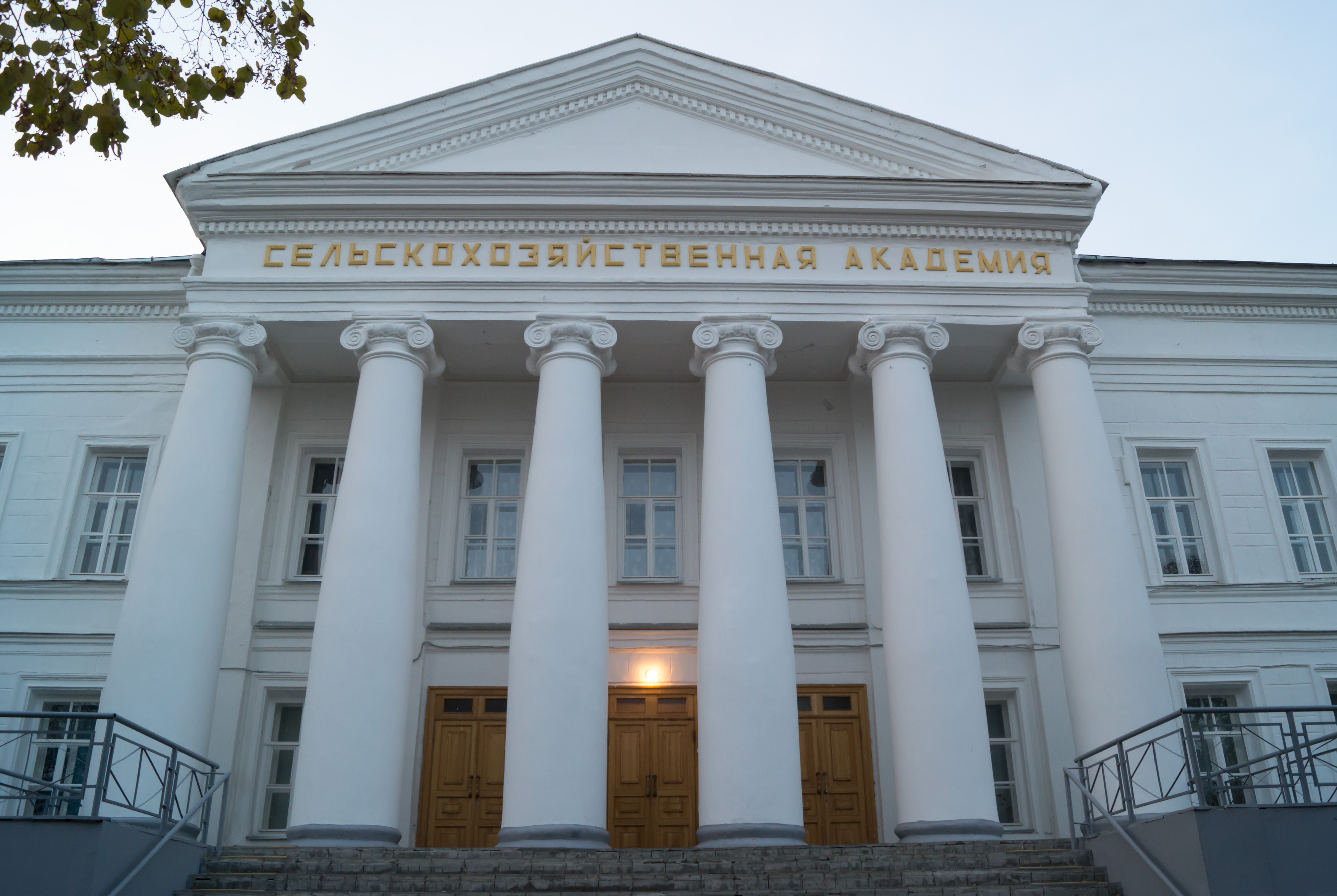
Academia agricolă de stat din Ulianovsk

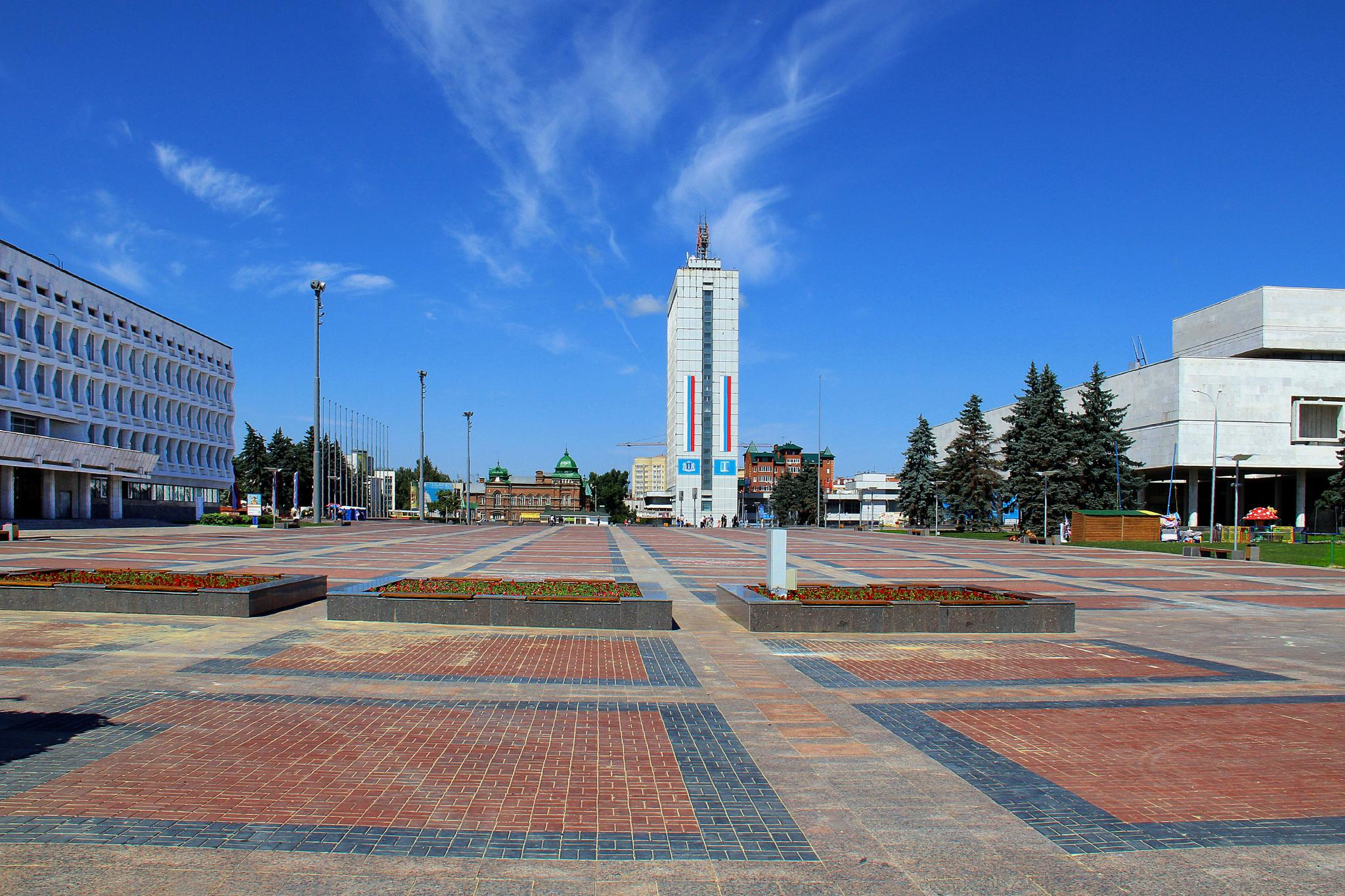
Piața aniversară de 100 de ani al lui Lenin

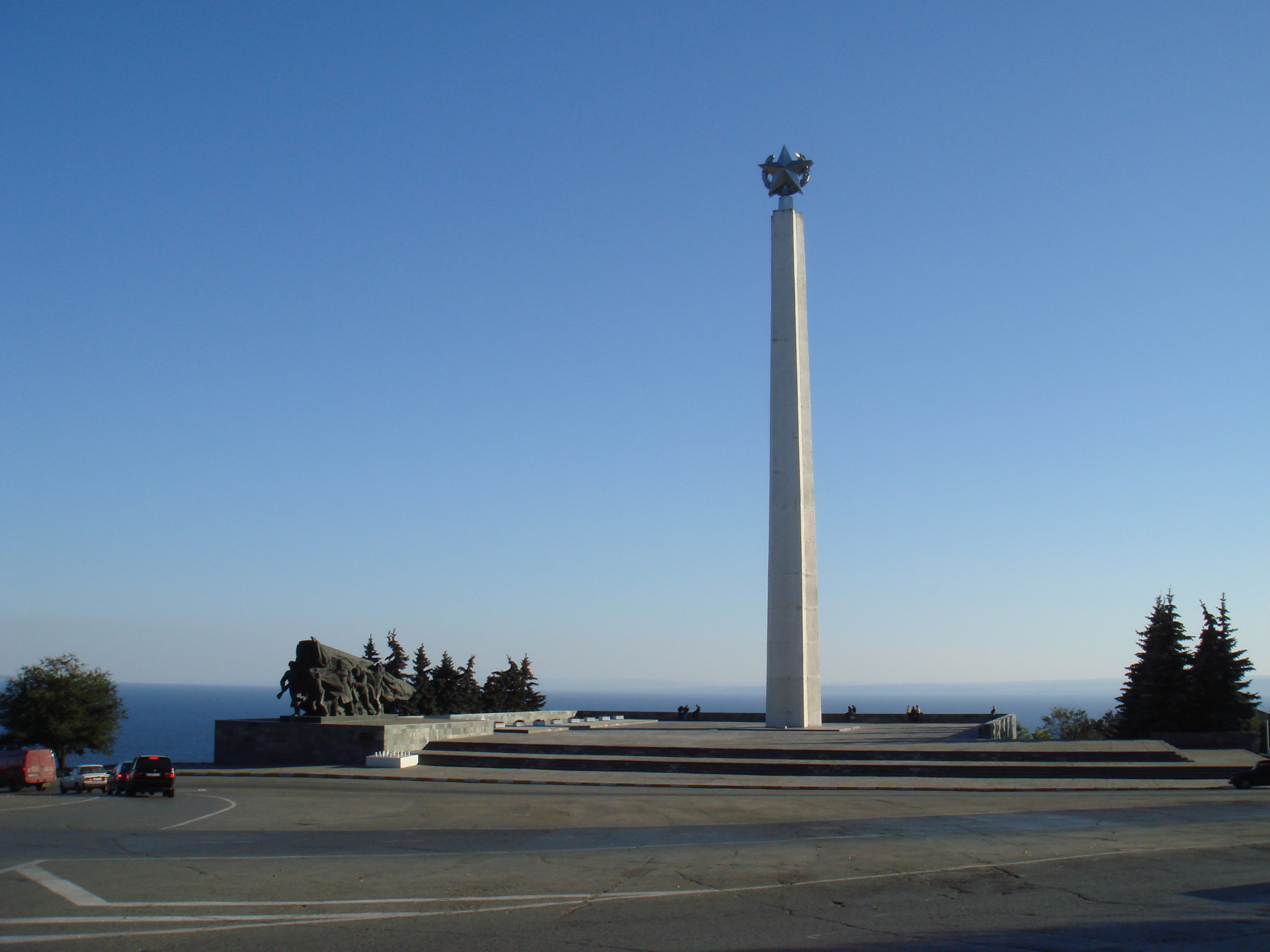
Obelisk și memorial al al-Doilea Război Mondial

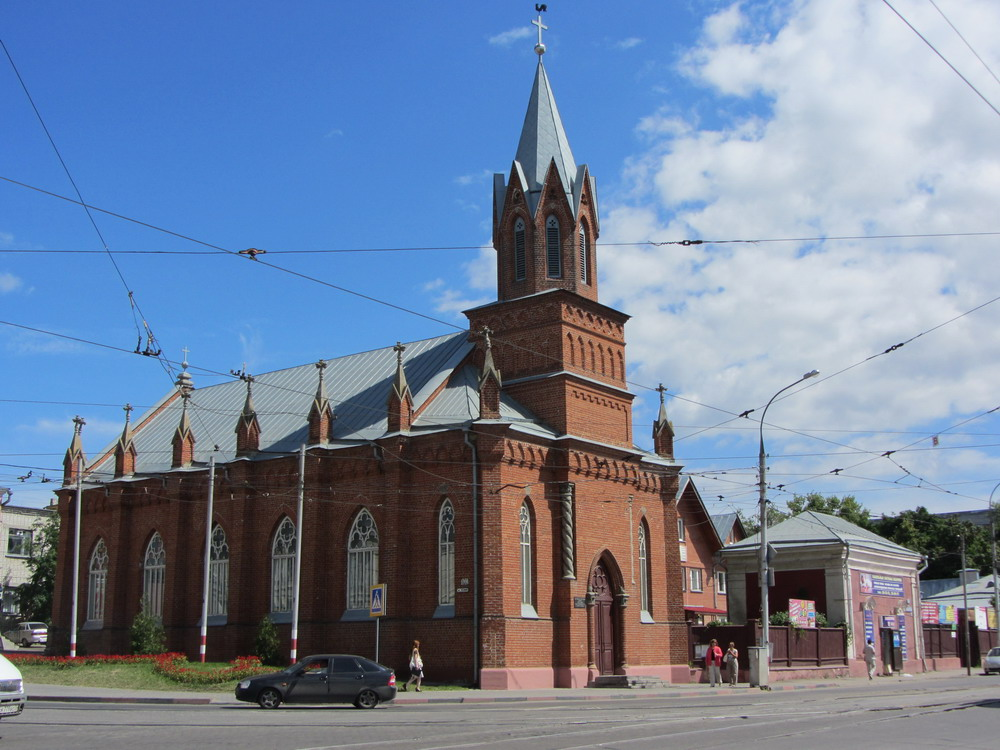
Biserica Luterană Sfânta Marry

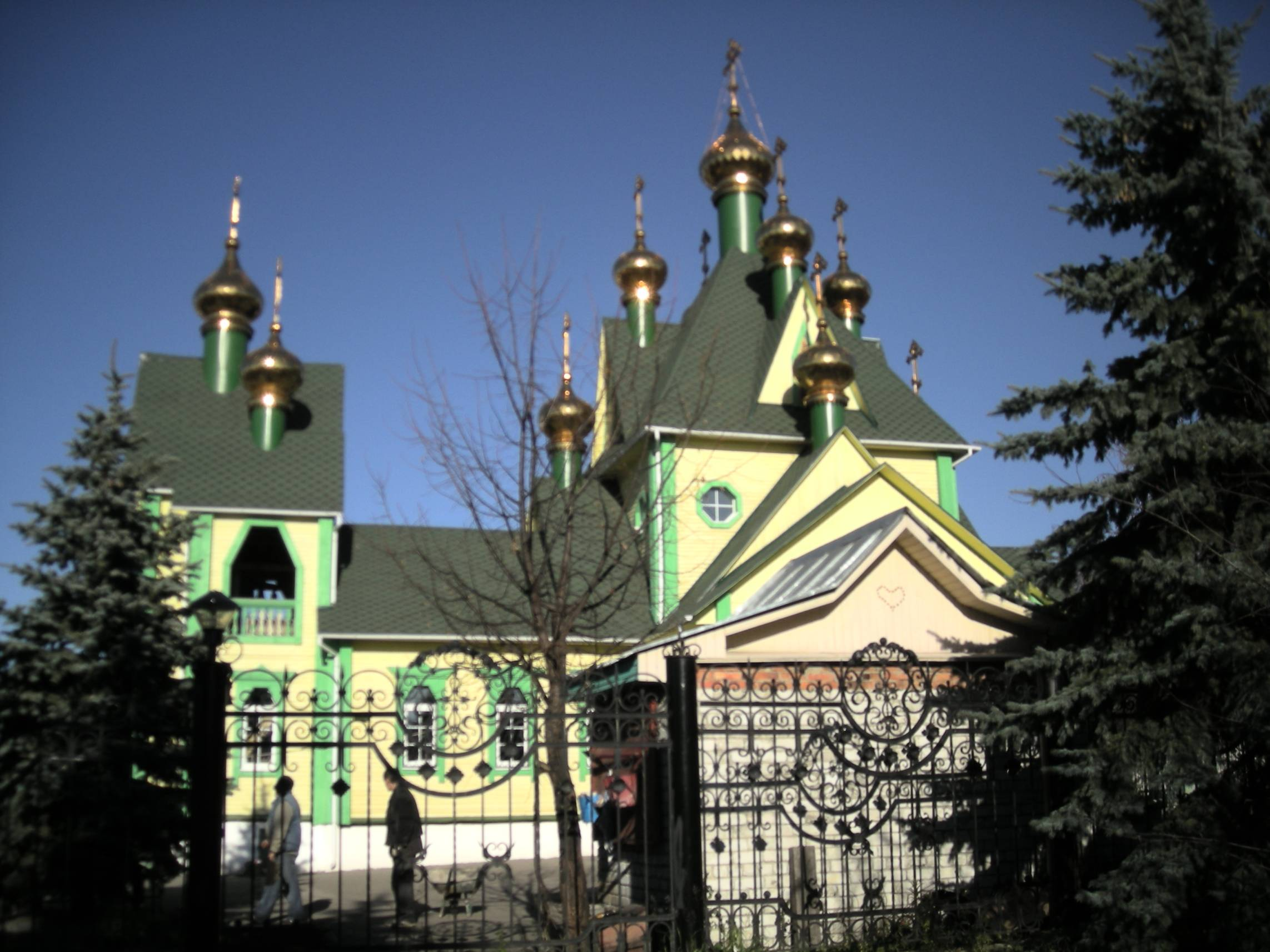
Biserica ortodoxă, districtul Sviyaga

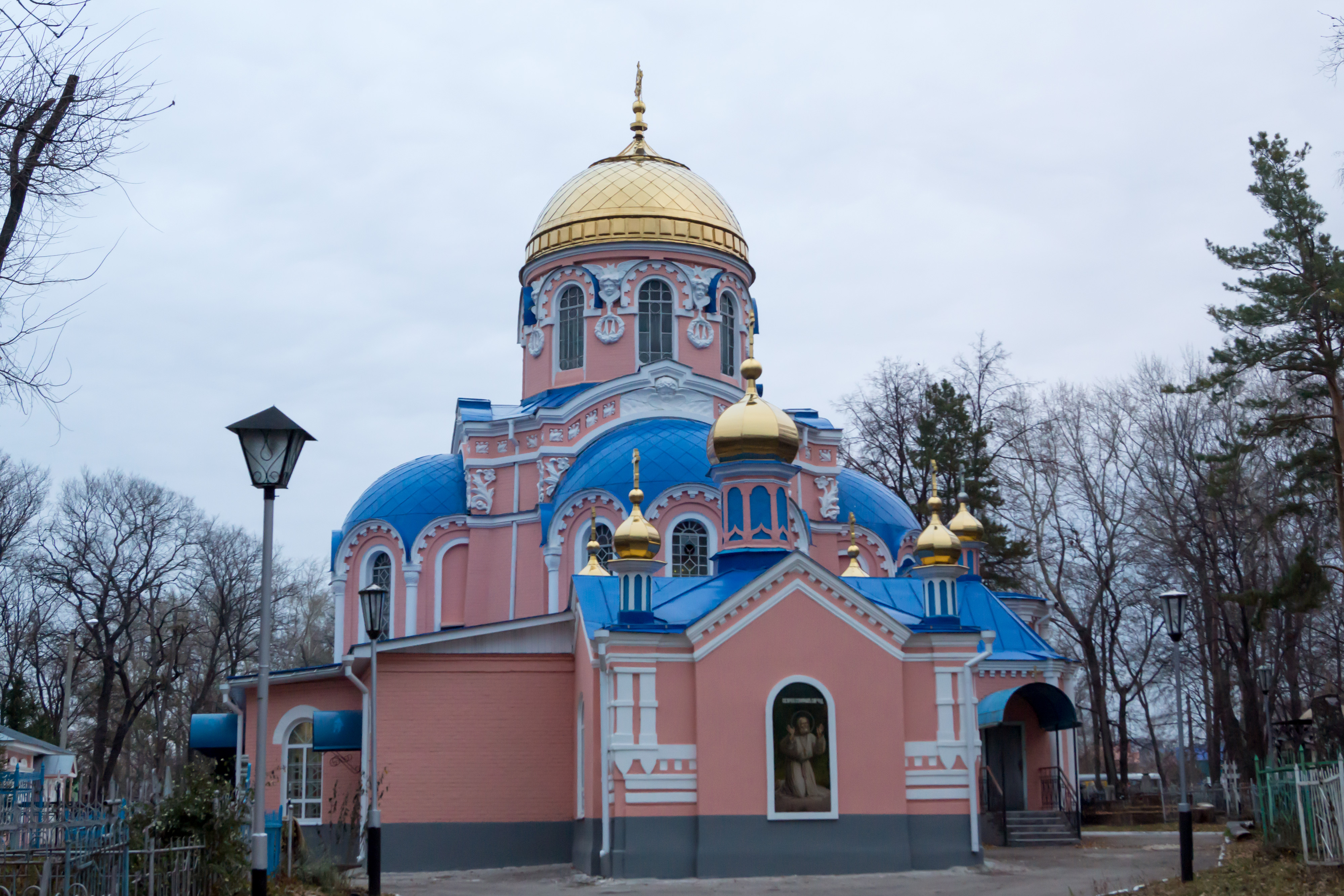
Biserica ortodoxă rusă Voskresenkaya

## Personalități
- Vladimir Ilici Lenin (1870 - 1924), revoluționar comunist
- Alexandr Kerenski  (1881 - 1970), jurist și om politic
- Ivan Alexandrovici Goncearov (1812 - 1891) , prozator